# Ricardo Valenzuela
Ricardo Valenzuela (Richmond, 1964. február 7. –) amerikai nemzetközi labdarúgó-játékvezető. Teljes neve Ricardo Andres Valenzuela. Polgári foglalkozása tanár.

## Pályafutása

### Nemzeti játékvezetés
Játékvezetésből 1982-ben Richmondban vizsgázott. A Contra Costa megyei labdarúgó-szövetség által üzemeltetett labdarúgó bajnokságokban kezdte sportszolgálatát. Az Amerikai Labdarúgó-szövetség Játékvezető Bizottságának (JB) minősítésével 1997-től az Major League Soccer (MLS) játékvezetője. Küldési gyakorlat szerint rendszeres 4. bírói szolgálatot is végzett. A nemzeti játékvezetéstől 2006-ban visszavonult. MLS mérkőzéseinek száma: 244 (2013. 12. 31.)

### Nemzetközi játékvezetés
Az Amerikai labdarúgó-szövetség JB terjesztette fel nemzetközi játékvezetőnek, a Nemzetközi Labdarúgó-szövetség (FIFA) 1999-től tartotta nyilván bírói keretében. A FIFA JB központi nyelvei közül az angolt beszéli. Több nemzetek közötti válogatott, valamint CONCACAF-bajnokok ligája klubmérkőzést vezetett, vagy működő társának 4. bíróként segített. A  nemzetközi játékvezetéstől 2005-ben búcsúzott.

#### Női labdarúgó-világbajnokság
Az 1999-es női labdarúgó-világbajnokságon a FIFA JB bíróként alkalmazta.
| Időpont         | Helyszín              | Mérkőzés típusa | Mérkőzés                | Eredmény |
| --------------- | --------------------- | --------------- | ----------------------- | -------- |
| 1999. június 6. | Civic Stadion, Oregon | felkészülési    | Egyesült Államok–Kanada | 4 – 2    |

#### Labdarúgó-világbajnokság
A 2002-es labdarúgó-világbajnokságon, valamint a 2006-os labdarúgó-világbajnokságon a FIFA JB bíróként alkalmazta. Selejtező mérkőzéseket a CONCACAF zónában vezetett.

##### 2002-es labdarúgó-világbajnokság
| Időpont          | Helyszín                                    | Mérkőzés típusa           | Mérkőzés         | Eredmény | Nézők száma |
| ---------------- | ------------------------------------------- | ------------------------- | ---------------- | -------- | ----------- |
| 2000. október 8. | Tiburcio Carías Andino Stadion, Tegucigalpa | előselejtező (2. csoport) | Honduras–Jamaica | 1 – 0    | 35 000      |

##### 2006-os labdarúgó-világbajnokság
| Időpont           | Helyszín                                | Mérkőzés típusa           | Mérkőzés                                | Eredmény | Nézők száma |
| ----------------- | --------------------------------------- | ------------------------- | --------------------------------------- | -------- | ----------- |
| 2004. február 21. | Creating Ted Hendricks Stadion, Hialeah | előselejtező (1. forduló) | Turks- és Caicos-szigetek–Haiti         | 0 – 2    | 3000        |
| 2004. október 10. | Manny Ramjohn Stadion, Marabella        | előselejtező (2. forduló) | Trinidad és Tobago–Saint Kitts és Nevis | 5 – 1    | 7000        |

#### A magyar labdarúgó-válogatott mérkőzései (1902–1929)
| Időpont            | Helyszín                     | Mérkőzés típusa              | Mérkőzés            | Eredmény | Nézők száma |
| ------------------ | ---------------------------- | ---------------------------- | ------------------- | -------- | ----------- |
| 2005. december 14. | Chase Field Stadion, Phoenix | felkészülési (805. mérkőzés) | Mexikó–Magyarország | 2 – 0    | 40 000      |

#### Nemzetközi kupamérkőzések
Vezetett kupadöntők száma: 1.

##### Copa Interclubes UNCAF
| Időpont            | Helyszín                       | Mérkőzés típusa | Mérkőzés                                                               | Eredmény |
| ------------------ | ------------------------------ | --------------- | ---------------------------------------------------------------------- | -------- |
| 2003. december 21. | Memorial Coliseum, Los Angeles | döntő           | Deportivo Saprissa (Costa Rica) –Comunicaciones Guatemala (guatemalai) | 3 – 2    |